# 9956 Кастеллаз
9956 Кастеллаз (9956 Castellaz) — астероїд головного поясу, відкритий 5 жовтня 1991 року.
Тіссеранів параметр щодо Юпітера — 3,634.